# Adriansnäs
Adriansnäs är ett sommarhusområde i Misterhults socken, i Oskarshamns kommun.